# كومبات (صورة فوتوغرافية)

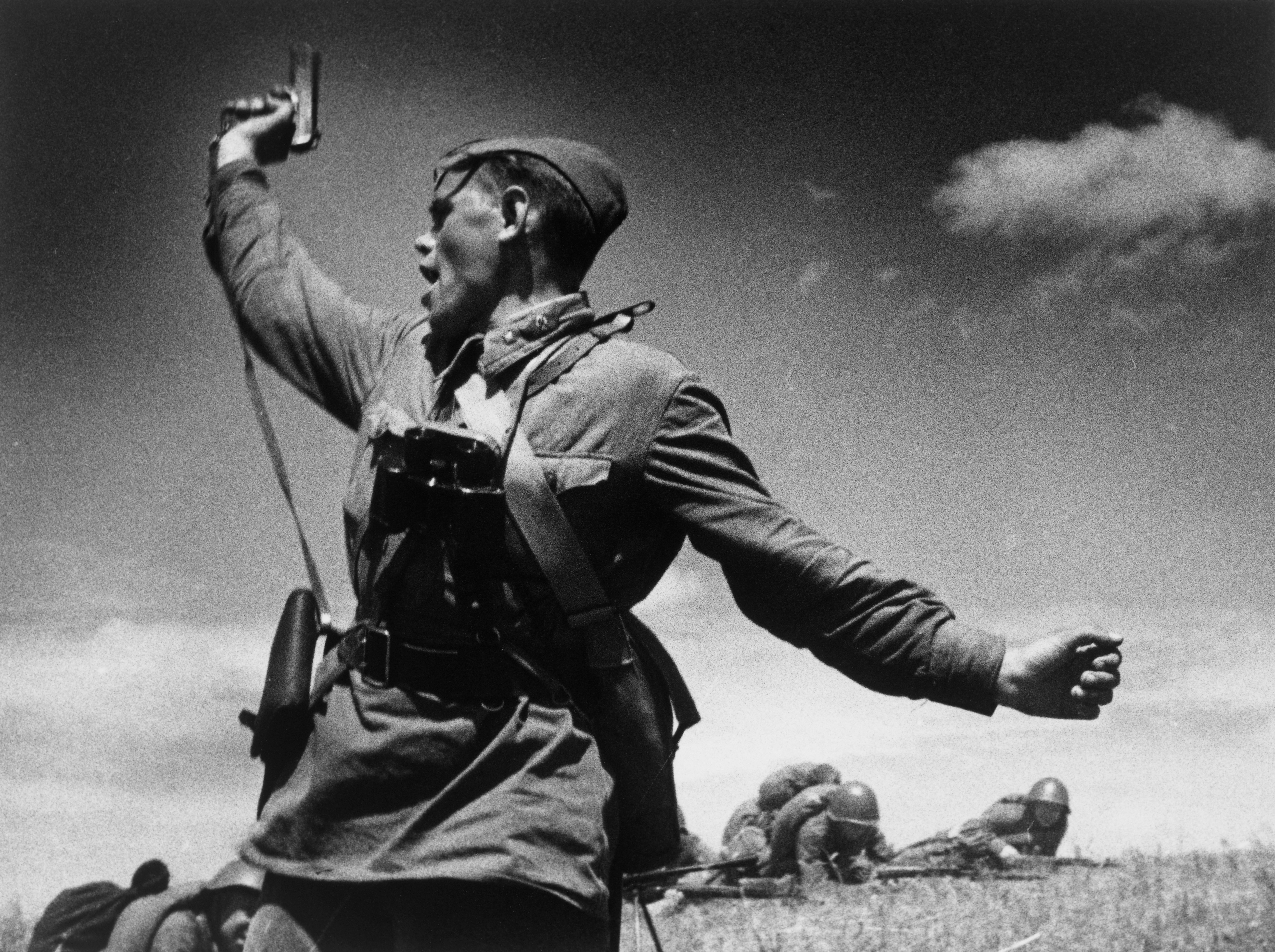
كومبات

كومبات (بالروسية: Комбат)‏، والتي تعني قائد كتيبة هي صورة بالأبيض والأسود للمصور السوفيتي ماكس ألبرت. تصور ضابطًا عسكريًا سوفيتيًا مسلحًا بمسدس من طراز توكاريف محفزا وحدته لشن هجوم خلال الحرب العالمية الثانية. يُعتبر هذا العمل أحد أكثر صور الحرب العالمية الثانية السوفياتية شهرة، ومع ذلك لا يُعرف التاريخ ولا الموضوع على وجه اليقين. وفقًا للنسخة الأكثر قبولًا على نطاق واسع، تصور الصورة المفوض السياسي أليكسي يريومينكو، قبل دقائق من وفاته في 12 يوليو 1942، في لوهانسك أوبلاست (التي كانت تسمى آنذاك فوروشيلوفغراد أوبلاست)، أوكرانيا.

## التاريخ
على مر السنين، قدم ألبرت العديد من النسخ المتناقضة للحدث، مع تواريخ تتراوح من خريف عام 1941 إلى عام 1943.   كان ألبرت ثابتًا في أنه لا يعرف اسم الضابط وأن عنوان الصورة كومبات ("قائد كتيبة") من المحتمل أن يكون بشكل غير دقيق - بعد أن أخذها، سمع أن "الكومبات قُتل" وربط مبدئيًا هذه الرسالة بموضوع الصورة. بعد الحرب، تلقى ألبرت العديد من الرسائل التي تدعي التعرف على الضابط، ولكن تم تأكيد واحدة فقط من خلال تحقيق مشترك أجراه كومسومولسكايا برافدا وإدارة لوهانسك أوبلاست في السبعينيات. وفقًا لهذه النسخة المعاد بناؤها، كان يريومينكو هو المفوض السياسي في وحدته. عندما أصيب القائد، تولى القيادة وحفز الوحدة لشن هجوم مضاد ضد الهجوم الألماني. مات في غضون دقائق بعد ذلك.  

## الإرث
أعيد استخدام الصورة في العديد من المنشورات والمنحوتات والأعمال الفنية والمنتجات التجارية، سواء في الاتحاد السوفيتي أو في الخارج.  

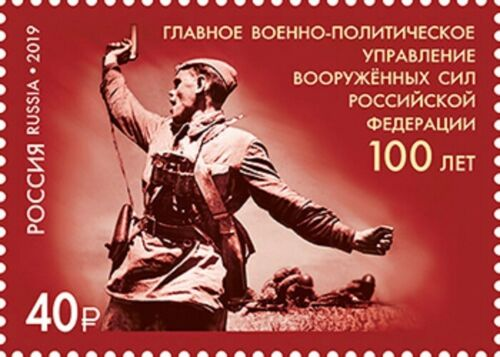
طابع عام 2019 مخصص للذكرى المئوية للمديرية السياسية للجيش الروسي وبه صورة كومبات
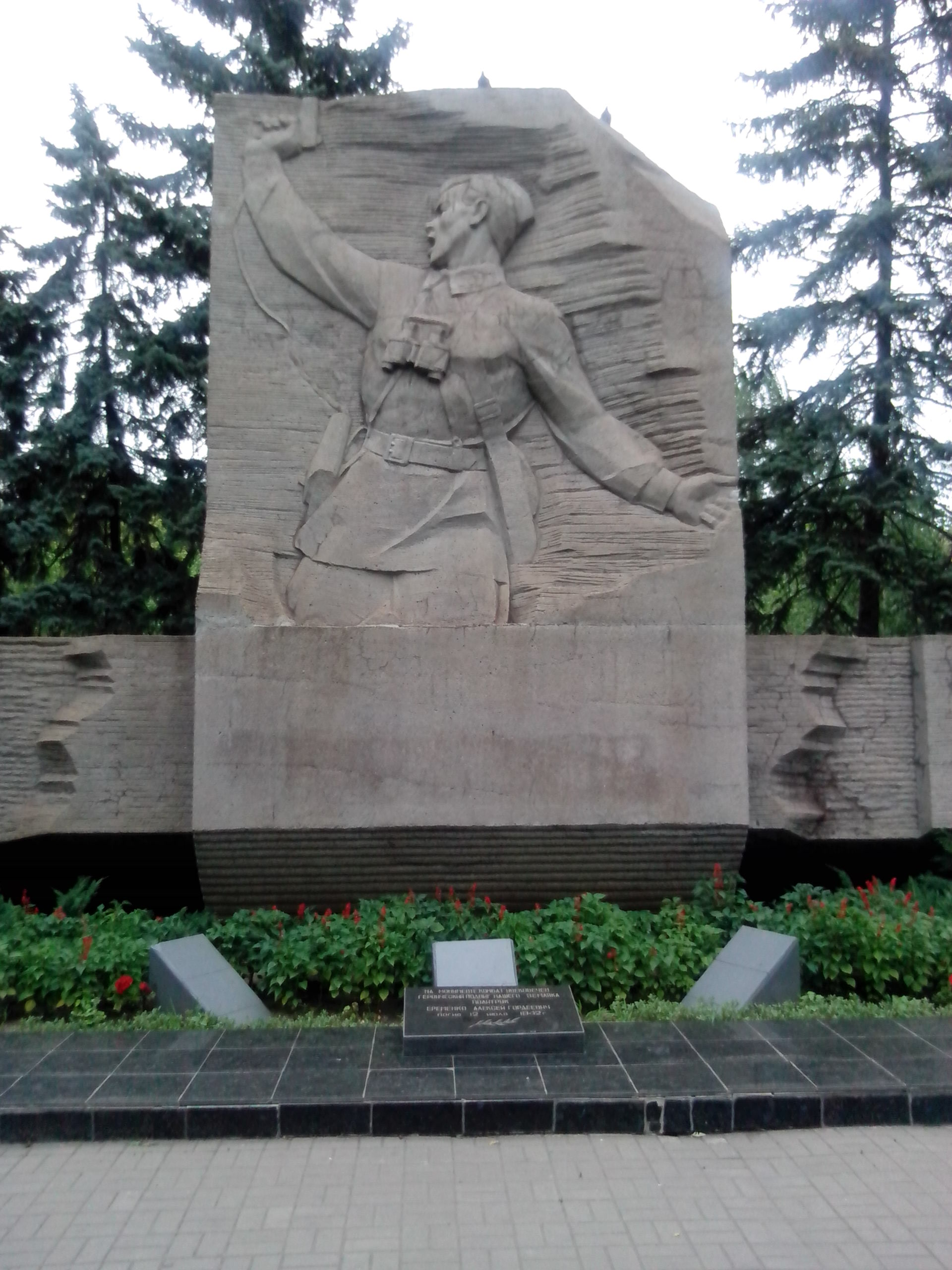
نحت في شارع المجد في زابوريجيه، أوكرانيا
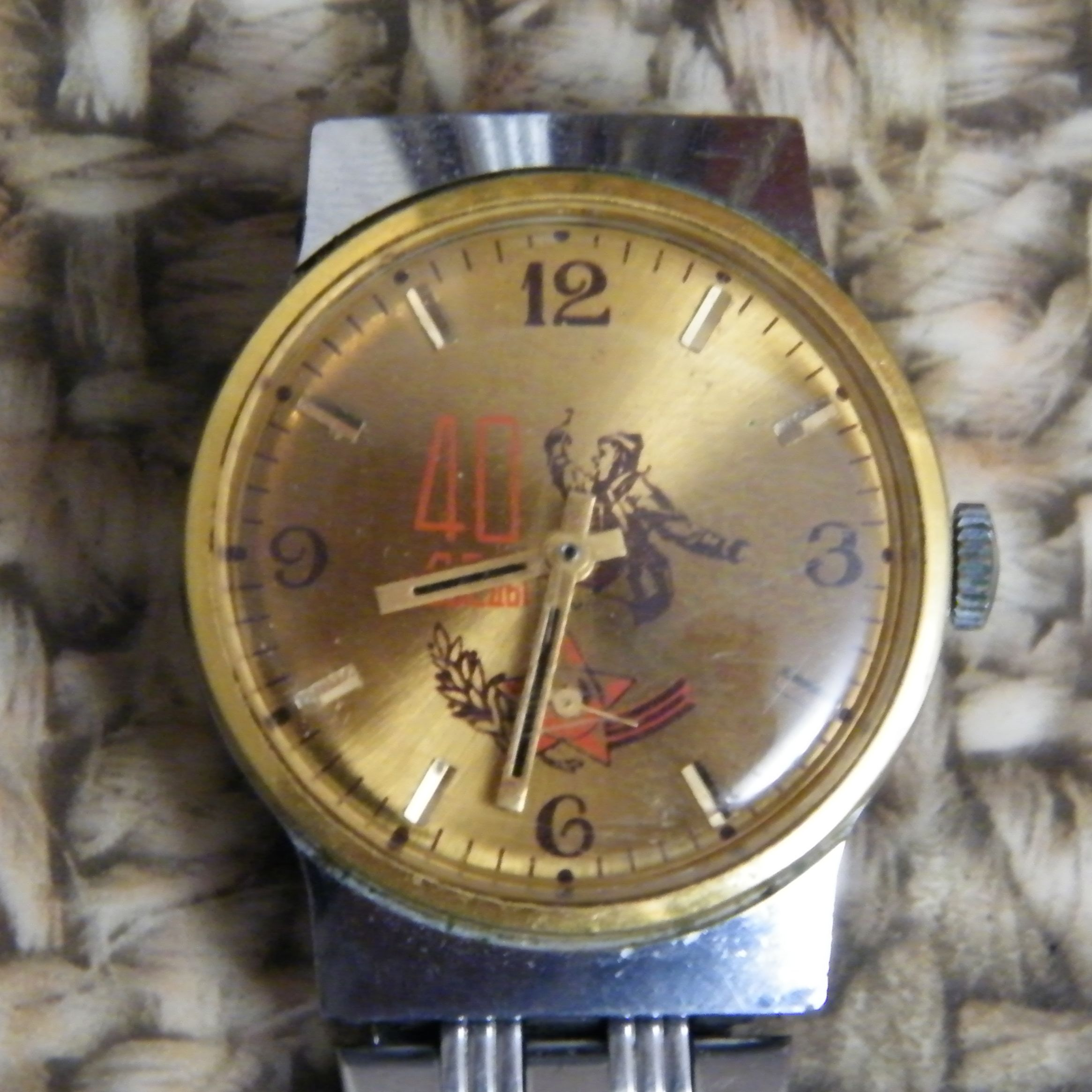
ساعة اليد التذكارية "النصر" (Pobeda) صدرت عام 1985
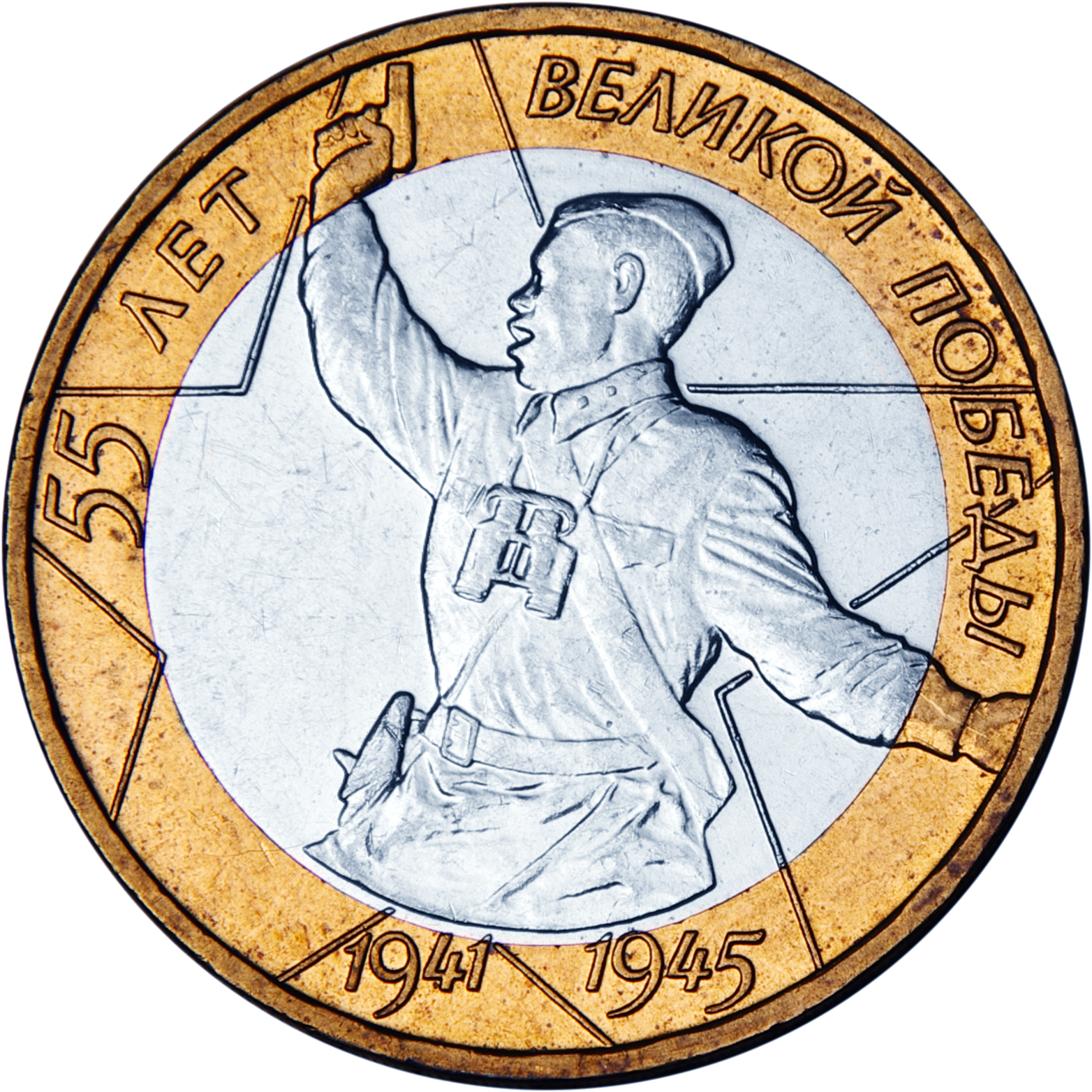
عملة روسية تذكارية بقيمة 10 روبل، 2000: "55 عامًا من النصر العظيم"

- تم استخدام الصورة على طابع بريدي لجمهورية الكونغو عام 1985، مكرس للذكرى الأربعين ليوم النصر. [8]
- في تشيليابينسك، تم استخدام الصورة لإنشاء نحت معدني في ذكرى الانتصار في الحرب الوطنية العظمى. [9]